# Luke Foils the Villain
Luke Foils the Villain (o Curses! Saved by Bullets!) è un cortometraggio muto del 1916 prodotto e diretto da Hal Roach. Interpretato da Harold Lloyd, il film fa parte della serie di comiche che avevano come protagonista il personaggio di Lonesome Luke.

## Trama
Luke corteggia la bella Maizie Nut ma si trova a doversi confrontare con un aggressivo villain suo rivale in amore.

## Produzione
Il film fu prodotto da Hal Roach per la Rolin Films (come Phunphilms). Venne girato dal 15 novembre al 1º dicembre.

## Distribuzione
Distribuito dalla Pathé Exchange, il film - un cortometraggio in una bobina - uscì nelle sale cinematografiche USA il 14 febbraio 1916.